# 푸촌치

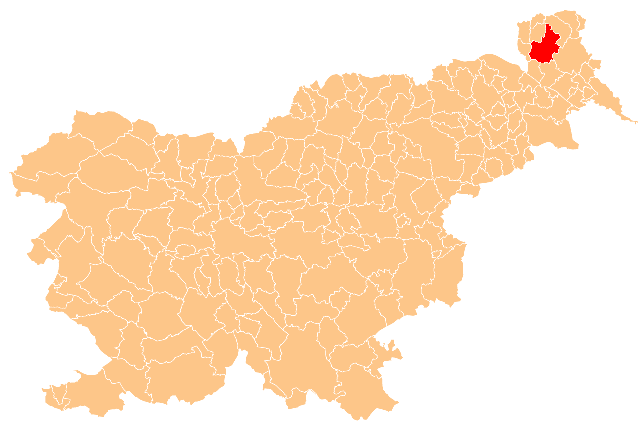
푸촌치의 위치

푸촌치(슬로베니아어: Puconci, 헝가리어: Battyánd 버찬드[*], 독일어: Putzendorf 푸첸도르프[*])는 슬로베니아의 도시로 면적은 107.7km2, 인구는 6,281명(2002년 기준), 인구 밀도는 58.3명/km2이다.